# Bércový vřed

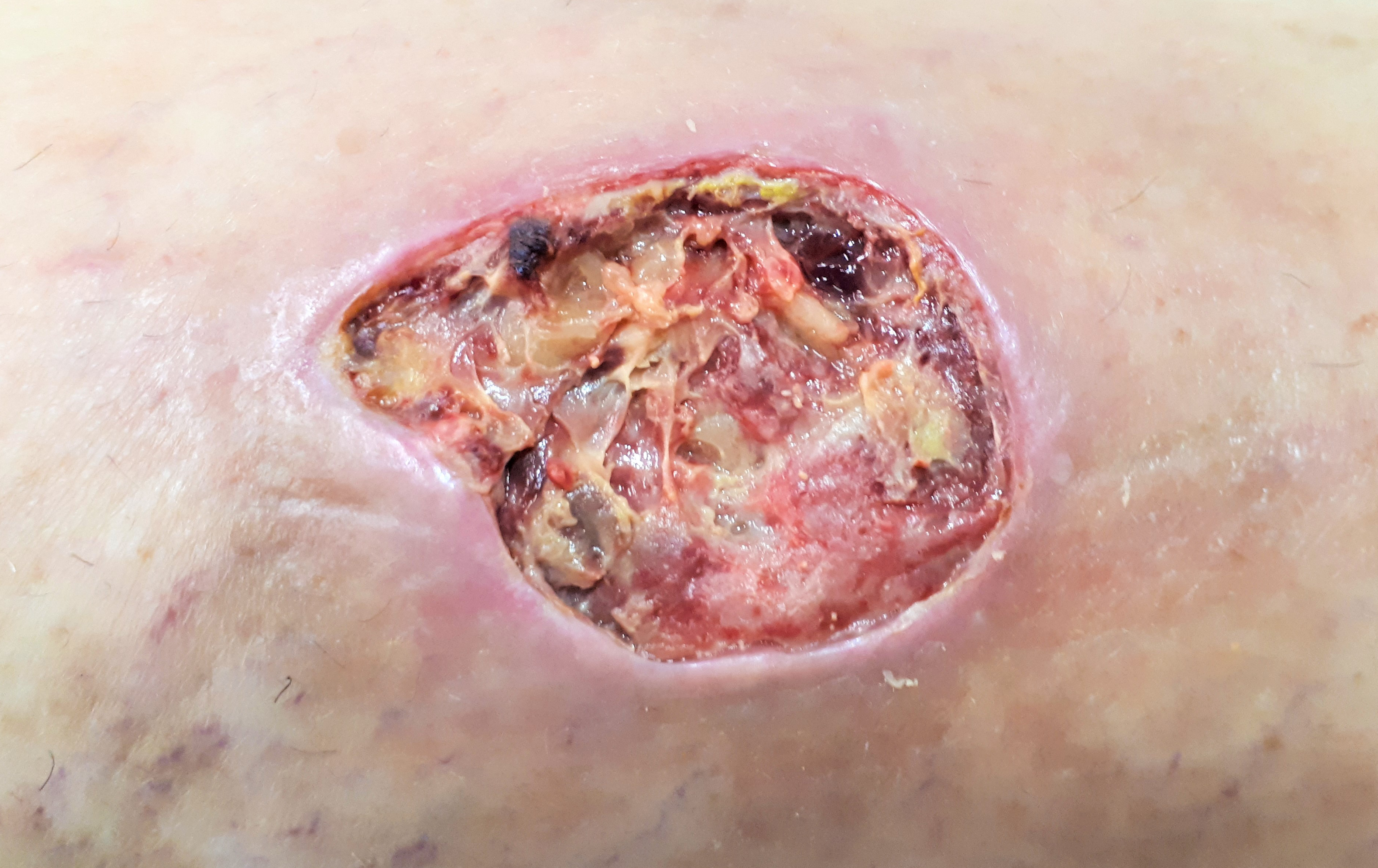
Bércové vředy (45×30 mm)

Bércové vředy (Venous ulcers, stasis ulcers, varicose ulcers, nebo ulcus cruris) jsou chronickým poškozením kůže následované rozpadem a úplným odumřením tkáně.

## Rozdělení
- Žilní (venózní) vředy (při chronické žilní nedostatečnosti)
- Vředy arteriální (vznikají na základě onemocnění arteriálního systému dolních končetin v důsledku zúžení nebo celkového závěru tepen)